# Cesárea

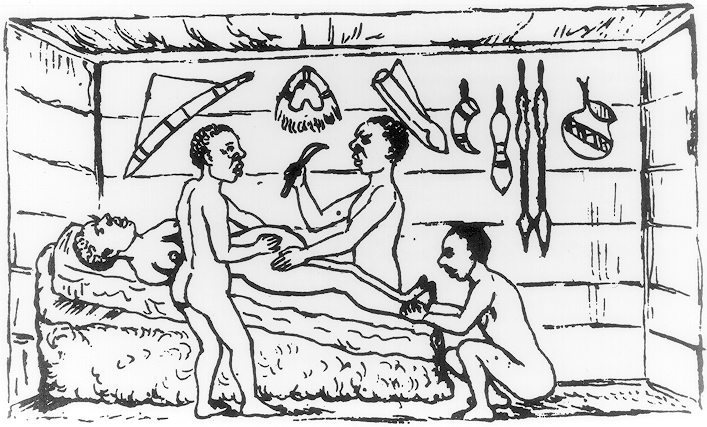
Cesárea exitosa realizada por curanderos indígenas en Sar Kahuran, Uganda, según lo observado por R. W. Felkin en 1879.

Una cesárea es un tipo de intervención quirúrgica el cual se realiza una incisión quirúrgica en el abdomen (laparotomía) y el útero (histerotomia) de la madre para extraer uno o más fetos con edad gestacional apta para su supervivencia en el exterior. 
La OMS recomienda su uso cuando sea necesaria para salvar la vida de las madres y los neonatos por razones médicas, pero puede aumentar el riesgo de complicaciones por ser un procedimiento de cirugía mayor, y estima que el porcentaje de cesáreas en una región no debería superar el 15 %. Actualmente las tasas de cesárea están aumentando en la mayoría de países muy por encima de las tasas recomendadas por la OMS en todos los rangos de edad, sobre todo en los países más ricos.
No se debe confundir con la episiotomía, que es una incisión en el periné para facilitar el parto. La cesárea se hace por encima de la pelvis.
Contrariamente a lo sostenido por algunos autores, la palabra «cesárea» no tiene nada que ver con Julio César, ni este nació por medio de esa cirugía.

## Historia
Las cesáreas post mortem eran ya conocidas y practicadas en la antigua Roma, tal y como se contemplaba en la lex regia o lex caesaria: una mujer que muriese durante el embarazo tardío debía ser sometida a esta intervención con la finalidad de intentar salvar la vida del bebé. En el Nidá 5:1 del texto hebreo Mishná, escrito en el siglo II a. C., también se menciona la cesárea como un procedimiento para salvar al recién nacido.
El primer dato que se tiene de una mujer que sobrevivió a una cesárea fue en Suiza en el año 1500: se cree que Jacob Nufer, un castrador de cerdos, le hizo esta operación a su esposa tras un trabajo de parto prolongado. La mayoría de las veces, el procedimiento tenía una alta mortalidad. En Gran Bretaña e Irlanda la mortalidad en 1865 era del 85 %. Las medidas claves en la reducción de la mortalidad fueron:
- Acogida de los principios de la asepsia.
- La introducción de la sutura uterina por Max Sänger en 1882.[9]
- Cesárea extraperitoneal y después mudanza a la incisión transversal baja (Krönig, 1912).[10]
- Avances en la anestesia.
- Transfusión de sangre
- Antibióticos.

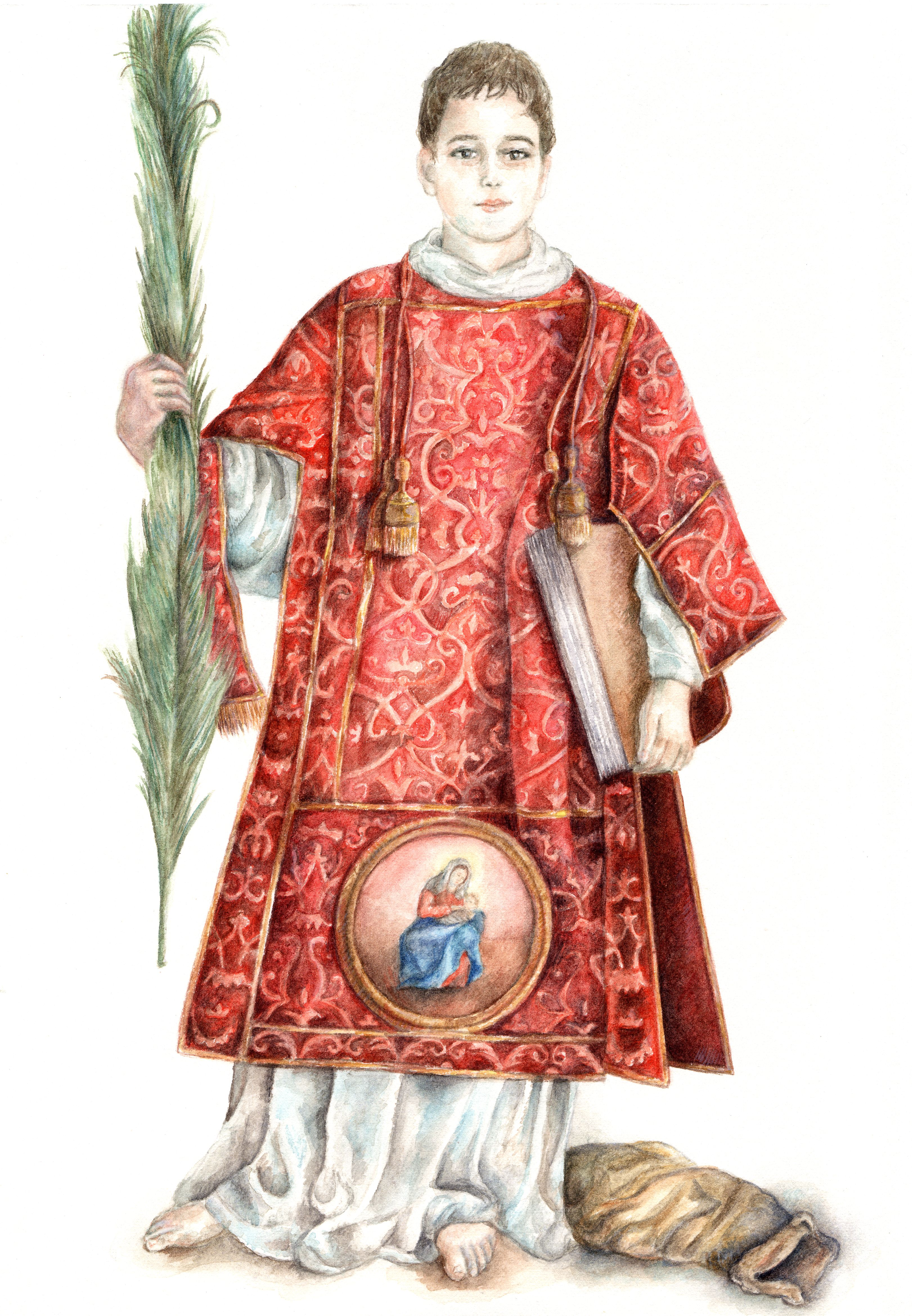
San Cesáreo de Terracina, patrono de cesárea.

Viajeros europeos en la región de los grandes lagos de África observaron durante el siglo XIX secciones cesáreas que eran efectuadas de forma regular. La madre expectante era normalmente anestesiada con alcohol y se usaba una mezcla de hierbas para mejorar la recuperación. Dada la naturaleza bien desarrollada de los procedimientos empleados, los observadores europeos concluyeron que habían sido empleados durante algún tiempo.
El 5 de marzo de 2000, Inés Ramírez se hizo la cesárea a sí misma y sobrevivió, así como su hijo, Orlando Ruiz Ramírez. Se cree que ella ha sido la única mujer que se ha practicado la cesárea a sí misma.
San Cesáreo de Terracina es el santo patrono de cesárea: el diácono es invocado para un buen éxito de esto intervención quirúrgica. Con el advenimiento del Cristianismo, el diácono Cesáreo de Terracina fue elegido para reemplazar el culto de Julio César por su nombre; precisamente porque se le consideraba el nuevo "César cristiano", a diferencia del "César pagano" (que habría nacido a través de la cesárea), las mujeres embarazadas lo invocaban para desear un nacimiento fisiológico. Una devoción que continúa hoy, de hecho, futuras madres que, debido a problemas de salud o al sufrimiento del feto, deben dar a luz a su bebé con cesárea, invocan al mártir Cesáreo.
Otro santo patrón de las embarazadas, los partos y los niños es san Ramón Nonato, nacido también mediante esta técnica. Su popularidad, sin duda, supera a la de san Cesáreo de África debido tanto a la mayor cercanía temporal como a su canonización en el siglo XVII y la amplia difusión de su culto en el ámbito hispano, dada que provenía de la corona de Aragón.

## Epidemiología
La Organización Mundial de la Salud estima que la tasa de cesáreas entre todos los nacimientos debería estar entre el 10 % y el 15 %, una tasa muy por debajo del nivel actual que se da en los países desarrollados como un 20 % en el Reino Unido, 23 % en Estados Unidos o un 27 % en España. Hay países donde la tasa de cesáreas se encuentra a más del doble de lo recomendado como el caso de Colombia que tiene una tasa de 43 % o de México donde llega al 46 %. En 2003, la tasa de cesáreas en Canadá fue de 21 %, con variaciones regionales.
En cambio, en países con sistemas de salud deficientes y niveles de partos intervenidos demasiado bajos un aumento de las tasas de cesárea de entre el 10 % y el 15 % disminuirían significativamente la morbilidad y la mortalidad tanto en las madres como en los recién nacidos.
En años recientes se ha generado preocupación porque la operación se realice frecuentemente por otras razones diferentes a la necesidad médica. Por ejemplo, a los críticos les preocupa que las cesáreas se realicen porque económicamente dan más utilidad para el hospital, o porque una cesárea rápida es más conveniente para un obstetra que un largo parto vaginal. Se han formado organizaciones para aumentar la conciencia pública sobre las cesáreas y su incidencia que crece considerablemente. Los partos atendidos por parteras y fuera del hospital se asocian a una tasa mucho menor de cesáreas, controlada por todos los indicadores maternales y fetales relevantes.

## Clasificación
Hay varios tipos de cesáreas:

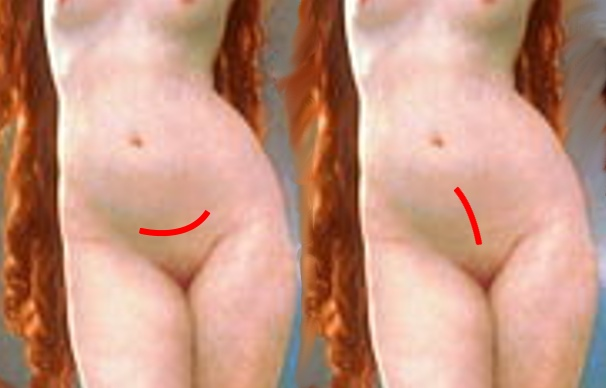
Cesárea horizontal y cesárea vertical, representadas sobre la pintura El nacimiento de Venus, del pintor francés del academicismo llamado William-Adolphe Bouguereau.

- La incisión clásica es longitudinal en la línea media (vertical), lo que permite mayor espacio para el parto. Desde finales del siglo XX se usa rara vez, porque es más susceptible de complicaciones.
- La más común hoy en día es la del segmento inferior (horizontal), en la cual se hace un corte transversal justo por encima del borde de la vejiga. La pérdida de sangre es menor y la reparación más fácil.
- Una cesárea histerectomía es el parto mediante cesárea y posterior extracción del útero, que se puede realizar en casos de sangrado intratable, desgarres uterinos, o cuando la placenta no se puede separar del útero.
- Algunas veces se han practicado otros tipos, como la extraperitoneal.

## Indicaciones

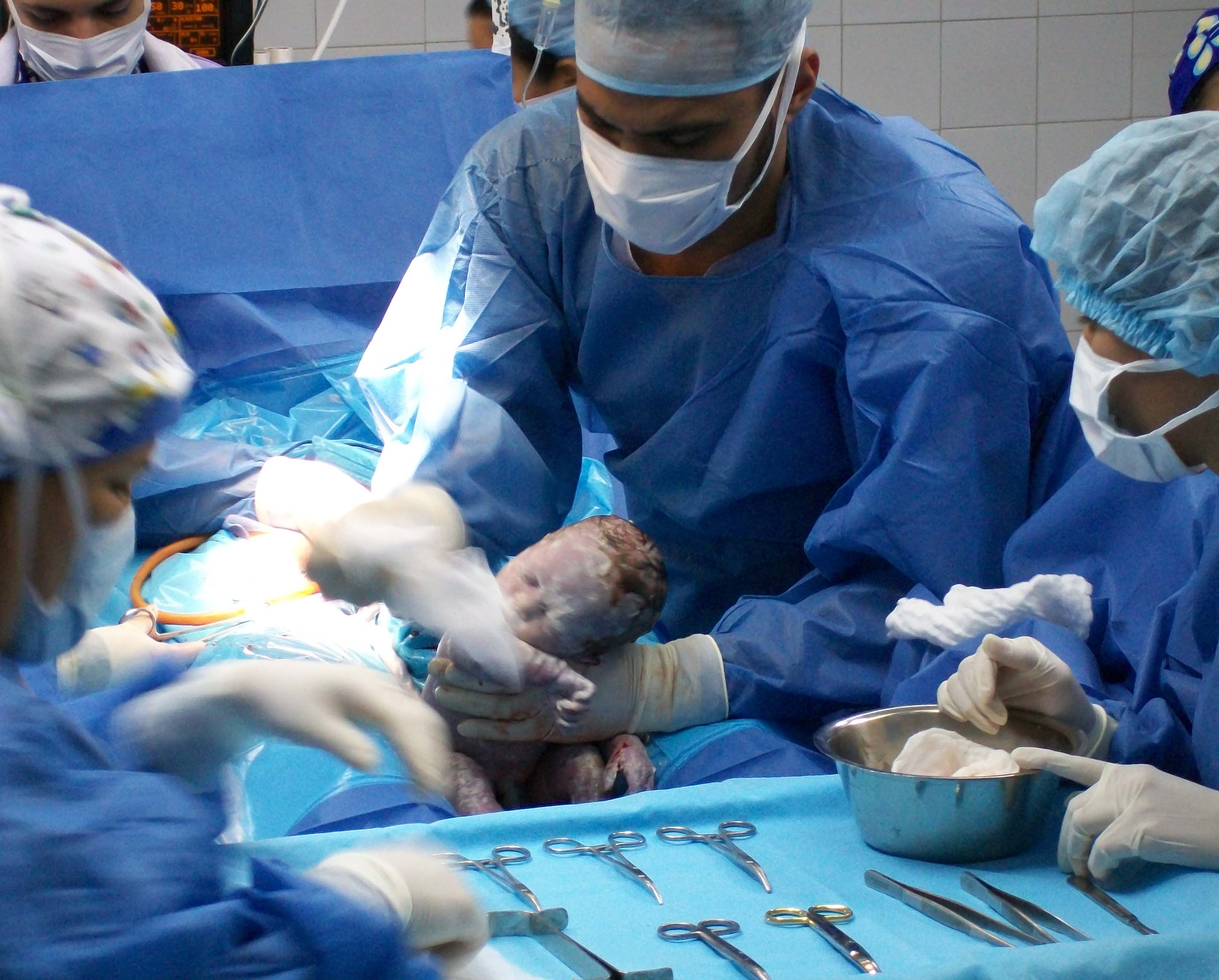
Recién nacido obtenido por cesárea de una madre de 15 años de edad con hipertensión severa inducida por el embarazo.

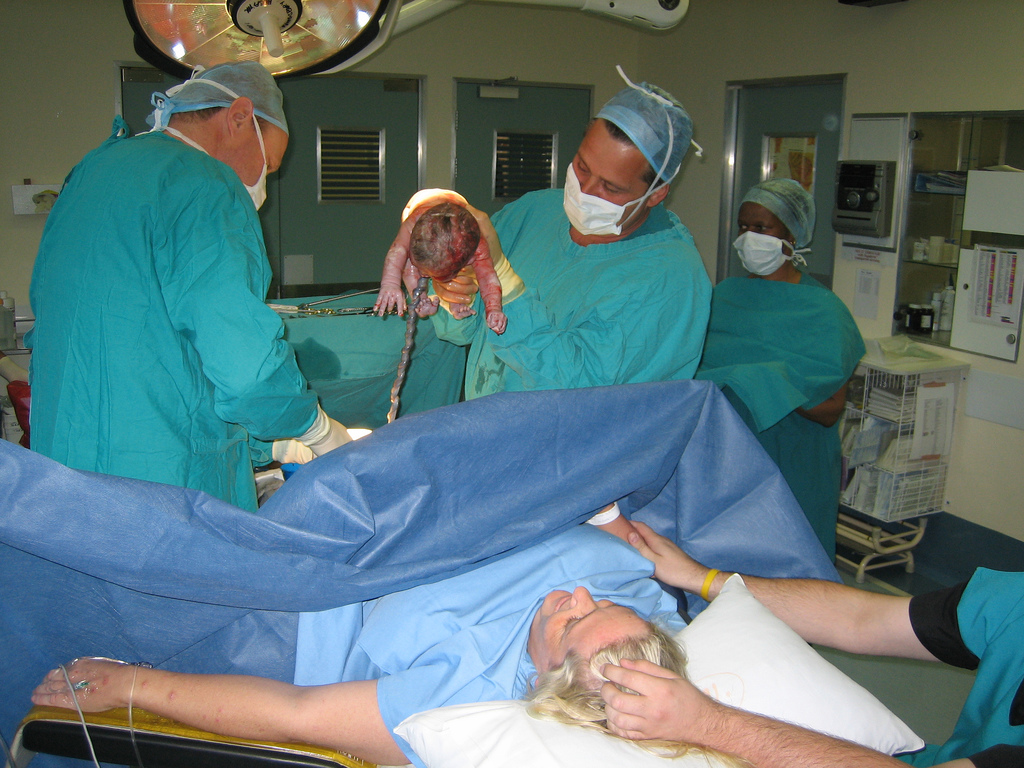
Después de una cesárea, se muestra el bebé de 3,24 kg recién nacido a la madre.

Los ginecólogos recomiendan la cesárea cuando el parto vaginal puede ser arriesgado para el niño o la madre. Algunas posibles razones son:
- parto complicado prolongado o distocia: pelvis anormal, agotamiento materno, malformaciones uterinas, posición fetal anormal, asinclitismo, hidrocefalia, pelvis demasiado estrecha.
- sufrimiento fetal aparente
- sufrimiento maternal aparente
- complicaciones como preeclampsia o eclampsia
- nacimientos múltiples
- mala colocación del bebe, (cabeza hacia arriba en lugar de hacia la pelvis)
- presentación anormal
- inducción del trabajo de parto fallida
- parto instrumental fallido
- macrosomía (bebé muy grande)
- placenta muy baja o placenta previa
- pelvis contraída
- evidencia de infección intrauterina
- algunas veces, cesárea previa
- problemas de curación del periné, derivados del parto o de la enfermedad de Crohn, por ejemplo.

Sin embargo, diferentes especialistas pueden diferir en cuanto a sus opiniones sobre la recomendación de una cesárea. Un obstetra puede sentir que una mujer es muy pequeña para alumbrar a su bebé, pero otro puede estar en desacuerdo. De forma similar, algunos proveedores de cuidados pueden determinar que el parto no progresa más rápidamente que otros. Estos desacuerdos ayudan a explicar por qué las tasas de cesáreas son diferentes entre hospitales y médicos.

## Riesgos

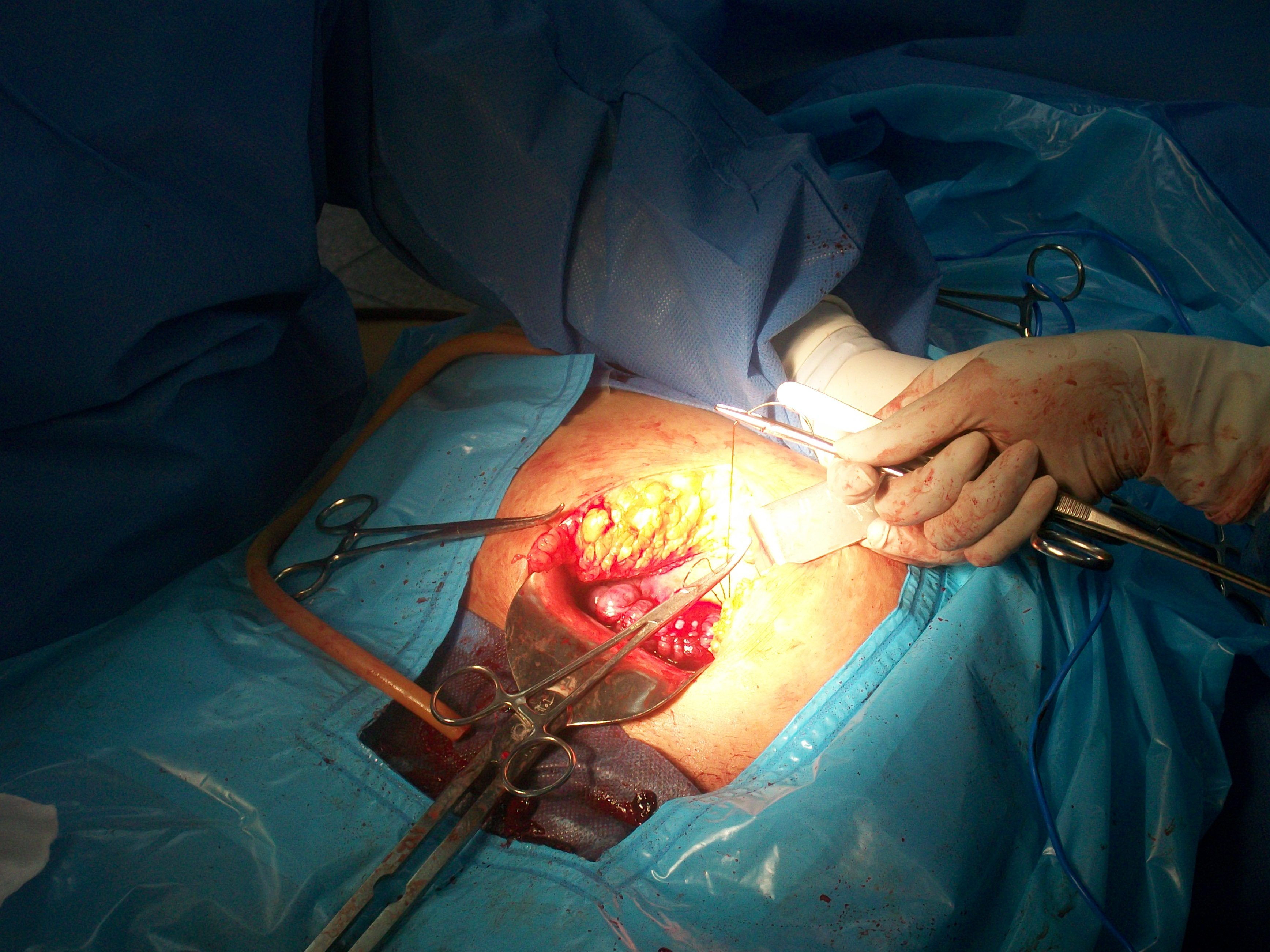
Sutura de la cara anterior del útero después de la extracción por cesárea de un bebé.

Al aumentar el porcentaje de césareas a nivel mundial, durante los últimos décadas se han venido realizando cada vez mayores estudios sobre los riesgos a corto, mediano y largo plazo de esta práctica para la madre, el bebé y los embarazos futuros. Todos concluyen en la importancia de comunicar tantos los riesgos como los beneficios a las madres cuando solicitan un parto por cesárea electiva.

### Riesgos para la madre
Estadísticas de los años noventa sugieren que al menos una mujer por cada 2500 que tengan cesárea morirá, comparado con una en 10 000 para el parto vaginal. La mortalidad sigue en descenso, pero el Servicio Nacional de Salud del Reino Unido declaró que el riesgo de muerte es tres veces el de un parto vaginal. Sin embargo, no es posible comparar directamente las tasas de mortalidad de los partos vaginales y por cesárea porque las mujeres que tuvieron la cirugía tenían mayor riesgo.
Una cesárea es una cirugía mayor, con todos los riesgos y eventos que conlleva. El dolor en la incisión puede ser intenso, y la recuperación completa de la movilidad puede tomar semanas.[cita requerida]

### Riesgos para el bebé
Los estudios a la fecha concluyen lo siguiente sobre los riesgos para el bebé y su desarrollo:

##### A corto plazo
- Los bebés nacidos por cesárea suelen tener más problemas iniciales para respirar que los nacidos por parto vaginal,[25] un síndrome bajo el nombre de hipertensión pulmonar persistente del recién nacido (HPPRN).[26]
- La alimentación puede ser difícil porque tanto la madre como el bebé están afectados por la medicación para el dolor.[cita requerida]

##### A mediano plazo
- Existe una asociación directa entre el parto por césarea y una mayor ocurrencia de asma en la niñez hasta los 12 años en comparación con los niños nacidos por parto vaginal.[21]
- Los únicos dos estudios a la fecha que relacionan el parto por césarea y desarrollo cognitivo en niños y niñas entre los 4 y 9 años, determinan que sí existe un impacto negativo significativo.[27] Polidano et al (2017) de la Universidad de Melbourne sugieren que esto es debido a las diferencias en la composición de la microbiota intestinal entre los niños y niñas nacidos por parto vaginal y los nacidos por cesárea.[22][28]

## Anestesia
La madre generalmente recibe anestesia regional (espinal) o epidural, lo que le permite estar despierta durante el parto y evita la sedación del feto.
En la práctica moderna, la anestesia general para la cesárea es cada vez más rara puesto que se ha establecido científicamente el beneficio de la anestesia regional tanto para la madre como para el bebé.

## Partos vaginales después de cesárea
Los partos vaginales después de cesárea (VBAC, por sus siglas en inglés) no son infrecuentes hoy en día. En el pasado se usaba una incisión vertical para la cesárea que cortaba las fibras musculares del útero. Las cesáreas modernas generalmente se practican con una incisión horizontal siguiendo el recorrido de las fibras musculares. El útero mantiene entonces mejor su integridad y puede tolerar las fuertes contracciones del alumbramiento futuro. Por razones estéticas, la cicatriz de las cesáreas modernas está por debajo de la «línea del bikini». Cabe señalar que este tipo de incisión no es recomendable para la salud, ya que tarda mucho más tiempo en sanar, porque naturalmente nuestra piel sigue una especie de secuencia que es vertical, por lo que inclusive nunca sana completamente.
Actualmente no se admite el viejo aforismo de «después de cesárea, siempre cesárea». A menos que la causa que originó la primera cesárea se mantenga, por ejemplo placenta previa o pelvis estrecha, la conducta aceptada es la de dejar evolucionar el parto y actuar según la evolución.
Otro punto en que se ha desatado una intensa controversia es sobre el derecho de la gestante a elegir la vía del parto, es decir, embarazada que desea, sin causas objetivables, que le sea practicada cesárea.